# Mike Scott (Musiker)

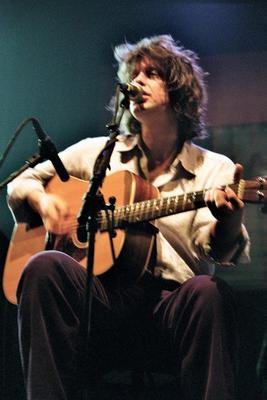
Mike Scott bei einem Konzert in Den Haag, 2002

Michael „Mike“ Scott (* 14. Dezember 1958 in Edinburgh, Schottland) ist ein schottischer Sänger, Gitarrist und Pianist. Es ist Gründungsmitglied und Songwriter der schottisch-irischen Folk-Rock-Band The Waterboys. Mit Bring 'em All In (1995) und Still Burning (1997) hat er auch zwei Soloalben produziert.

## Karriere
Scotts Musiker-Karriere begann in den 1970ern in Schülerbands und in der von ihm gegründeten Band Karma. 1977 begann er an der University of Edinburgh ein Studium in englischer Literatur und Philosophie, das er jedoch nach einem Jahr wieder abbrach. Später sollten Einflüsse von William Butler Yeats und Robert Burns in seinen Liedertexten für die Waterboys zu finden sein.
Scott gründete mit dem Gitarristen Allan McConnell die Band The Bootlegs, aus der 1978 mit weiteren Mitgliedern Another Pretty Face wurde. Mit einem eigenen Plattenlabel veröffentlichte die Band einige Singles. Die erste Veröffentlichung, All the Boys Love Carrie, erhielt vom New Musical Express die Auszeichnung „Single of the Week“. Die Band unterzeichnete einen Vertrag bei Virgin Records und tourte mit den Stiff Little Fingers. Der Plattenvertrag wurde allerdings wieder gekündigt, nachdem die Band eine Demoaufnahme vorgelegt hatte. Es folgte 1981 ein Vertrag bei Ensign Records verbunden mit einem Umzug nach London und der Umbenennung in Funhouse. Scott konzentrierte sich in der folgenden Zeit mehr auf eigene Songs und Aufnahmen, was schließlich zur Gründung der Waterboys führte. Eine Session in den Redshop Studios im Dezember 1981 war der Anfang des ersten Waterboys-Albums, das 1983 erschien.
Scott ist in zweiter Ehe verheiratet und lebt in Findhorn, Schottland – siehe Findhorn Foundation.

## Diskografie (Auswahl)

### Alben
| Jahr | Titel            | Höchstplatzierung, Gesamtwochen, AuszeichnungChartsChartplatzierungen (Jahr, Titel, Platzierungen, Wochen, Auszeichnungen, Anmerkungen) | Anmerkungen |
| Jahr | Titel            | UK | Anmerkungen |
| ---- | ---------------- | --- | ----------- |
| 1995 | Bring ’Em All In | UK23 (3 Wo.)UK |             |
| 1997 | Still Burning    | UK34 (2 Wo.)UK |             |

### Singles
| Jahr | Titel Album                                 | Höchstplatzierung, Gesamtwochen, AuszeichnungChartsChartplatzierungen (Jahr, Titel, Album, Platzierungen, Wochen, Auszeichnungen, Anmerkungen) | Anmerkungen |
| Jahr | Titel Album                                 | UK | Anmerkungen |
| ---- | ------------------------------------------- | --- | ----------- |
| 1995 | Bring ’Em All In                            | UK56 (1 Wo.)UK |             |
| 1995 | Building The City of Light Bring ’Em All In | UK60 (1 Wo.)UK |             |
| 1997 | Love Anyway Still Burning                   | UK50 (1 Wo.)UK |             |
| 1998 | Rare, Precious and Gone Still Burning       | UK74 (1 Wo.)UK |             |